# Dejan Petrovič
Dejan Petrovič (12 gennaio 1998) è un calciatore sloveno, centrocampista del Rijeka.

## Carriera

### Club
Cresciuto nel settore giovanile dell'Aluminij, con cui ha disputato 134 partite totali, il 6 febbraio 2020 viene acquistato dal Rapid Vienna, con cui firma un triennale.

### Nazionale
Ha partecipato agli Europei Under-21 del 2021.

## Statistiche

### Presenze e reti nei club
Statistiche aggiornate al 14 ottobre 2020.
| Stagione            | Squadra             | Campionato          | Campionato | Campionato | Coppe nazionali | Coppe nazionali | Coppe nazionali | Coppe continentali | Coppe continentali | Coppe continentali | Altre coppe | Altre coppe | Altre coppe | Totale | Totale |
| Stagione            | Squadra             | Comp                | Pres       | Reti       | Comp            | Pres            | Reti            | Comp               | Pres               | Reti               | Comp        | Pres        | Reti        | Pres   | Reti   |
| ------------------- | ------------------- | ------------------- | ---------- | ---------- | --------------- | --------------- | --------------- | ------------------ | ------------------ | ------------------ | ----------- | ----------- | ----------- | ------ | ------ |
| 2014-2015           | Aluminij            | 2. SNL              | 1          | 0          | CS              | 0               | 0               | -                  | -                  | -                  | -           | -           | -           | 1      | 0      |
| 2015-2016           | Aluminij            | 2. SNL              | 12         | 2          | -               | -               | -               | -                  | -                  | -                  | -           | -           | -           | 12     | 2      |
| 2016-2017           | Aluminij            | 1. SNL              | 18         | 0          | CS              | 3               | 0               | -                  | -                  | -                  | -           | -           | -           | 21     | 0      |
| 2017-2018           | Aluminij            | 1. SNL              | 33         | 0          | CS              | 7               | 0               | -                  | -                  | -                  | -           | -           | -           | 40     | 0      |
| 2018-2019           | Aluminij            | 1. SNL              | 33         | 3          | CS              | 5               | 0               | -                  | -                  | -                  | -           | -           | -           | 38     | 3      |
| 2019-feb. 2020      | Aluminij            | 1. SNL              | 20         | 0          | CS              | 2               | 0               | -                  | -                  | -                  | -           | -           | -           | 22     | 0      |
| Totale Aluminij     | Totale Aluminij     | Totale Aluminij     | 117        | 5          |                 | 17              | 0               |                    | -                  | -                  |             | -           | -           | 134    | 5      |
| feb.-lug. 2020      | Rapid Vienna        | BL                  | 14         | 0          | CA              | -               | -               | -                  | -                  | -                  | -           | -           | -           | 14     | 0      |
| 2020-2021           | Rapid Vienna        | BL                  | 24         | 0          | CA              | 3               | 0               | UCL+UEL            | 2+1                | 0                  | -           | -           | -           | 6      | 0      |
| 2021-2022           | Rapid Vienna        | BL                  | 21         | 0          | CA              | 3               | 0               | UCL+UEL+UECL       | 2+6+2              | 0                  | -           | -           | -           | 34     | 0      |
| 2022-2023           | Rapid Vienna        | BL                  | 4          | 0          | CA              | 0               | 0               | UECL               | 0                  | 0                  | -           | -           | -           | 4      | 0      |
| Totale Rapid Vienna | Totale Rapid Vienna | Totale Rapid Vienna | 63         | 0          |                 | 6               | 0               |                    | 13                 | 0                  |             | -           | -           | 82     | 0      |
| Totale carriera     | Totale carriera     | Totale carriera     | 180        | 5          |                 | 23              | 0               |                    | 13                 | 0                  |             | -           | -           | 216    | 5      |

### Cronologia presenze e reti in nazionale
| Cronologia completa delle presenze e delle reti in nazionale ― Slovenia | Cronologia completa delle presenze e delle reti in nazionale ― Slovenia | Cronologia completa delle presenze e delle reti in nazionale ― Slovenia | Cronologia completa delle presenze e delle reti in nazionale ― Slovenia | Cronologia completa delle presenze e delle reti in nazionale ― Slovenia | Cronologia completa delle presenze e delle reti in nazionale ― Slovenia | Cronologia completa delle presenze e delle reti in nazionale ― Slovenia | Cronologia completa delle presenze e delle reti in nazionale ― Slovenia |
| Data                                                                    | Città                                                                   | In casa                                                                 | Risultato                                                               | Ospiti                                                                  | Competizione                                                            | Reti                                                                    | Note                                                                    |
| ----------------------------------------------------------------------- | ----------------------------------------------------------------------- | ----------------------------------------------------------------------- | ----------------------------------------------------------------------- | ----------------------------------------------------------------------- | ----------------------------------------------------------------------- | ----------------------------------------------------------------------- | ----------------------------------------------------------------------- |
| 7-10-2020                                                               | Lubiana                                                                 | Slovenia                                                                | 4 – 0                                                                   | San Marino                                                              | Amichevole                                                              | -                                                                       | 76’                                                                     |
| 14-10-2020                                                              | Chișinău                                                                | Moldavia                                                                | 0 – 4                                                                   | Slovenia                                                                | UEFA Nations League 2020-2021 - 1º turno                                | -                                                                       | 83’                                                                     |
| 10-10-2024                                                              | Oslo                                                                    | Norvegia                                                                | 3 – 0                                                                   | Slovenia                                                                | UEFA Nations League 2024-2025 - 1º turno                                | -                                                                       | 73’                                                                     |
| 13-10-2024                                                              | Almaty                                                                  | Kazakistan                                                              | 0 – 1                                                                   | Slovenia                                                                | UEFA Nations League 2024-2025 - 1º turno                                | -                                                                       | 72’                                                                     |
| 17-11-2024                                                              | Vienna                                                                  | Austria                                                                 | 1 – 1                                                                   | Slovenia                                                                | UEFA Nations League 2024-2025 - 1º turno                                | -                                                                       | 65’                                                                     |
| 20-3-2025                                                               | Bratislava                                                              | Slovacchia                                                              | 0 – 0                                                                   | Slovenia                                                                | UEFA Nations League 2024-2025 - Play-off                                | -                                                                       | 15’                                                                     |
| 23-3-2025                                                               | Lubiana                                                                 | Slovenia                                                                | 1 – 0 dts                                                               | Slovacchia                                                              | UEFA Nations League 2024-2025 - Play-off                                | -                                                                       | 67’ 101’                                                                |
| 6-6-2025                                                                | Lussemburgo                                                             | Lussemburgo                                                             | 0 – 1                                                                   | Slovenia                                                                | Amichevole                                                              | -                                                                       |                                                                         |
| 10-6-2025                                                               | Celje                                                                   | Slovenia                                                                | 2 – 1                                                                   | Bosnia ed Erzegovina                                                    | Amichevole                                                              | -                                                                       | 90+3’                                                                   |
| Totale                                                                  |                                                                         | Presenze                                                                | 9                                                                       |                                                                         | Reti                                                                    | 0                                                                       |                                                                         |

## Palmarès
- Campionato croato: 1

Rijeka: 2024-2025
- Coppa di Croazia: 1

Rijeka: 2024-2025